# Simon Mignolet
Simon Mignolet (Sint-Truiden, 6 de março de 1988) é um futebolista belga que atua como goleiro. Atualmente joga pelo Club Brugge.

## Clubes
Eleito o melhor goleiro do campeonato belga na temporada 2009-10 quando jogava pelo Sint-Truiden, único clube que defendeu em seu país natal, Mignolet deixou o clube logo após essa temporada, se transferindo para o tradicional Sunderland, do futebol inglês.[carece de fontes?]

### Sunderland
Quando deixou o Sint-Truiden e se transferiu para o Sunderland, Mignolet assinou um contrato de cinco temporadas, não tendo os valores da negociação revelados, mas especulados pela imprensa inglesa com valores em torno de dois milhões de libras.  Posteriormente, dirigentes do Sunderland revelaram que PSV Eindhoven, Twente e Udinese tentaram a contratação de Mignolet, mas não tendo sucesso.
Contratado inicialmente como reserva do escocês Craig Gordon, conseguiu assumir a posição de titular durante 23 partidas em sua primeira temporada, devido a uma lesão de Gordon, perdendo ela quando o escocês retornou. Na temporada seguinte, de 2011-12, com uma nova lesão de Gordon, assumiu a condição de titular da equipe desde o início do campeonato. Na décima rodada, no entanto, durante uma partida contra o Aston Villa, sofreu uma lesão aos 52 minutos de partida, retornando apenas na décima nona. A partir de então, a única rodada em que não esteve presente foi na trigésima sexta, quando Gordon foi o titular.[carece de fontes?] Ao término da temporada, Gordon foi dispensado pelo clube e Mignolet assumir a condição de goleiro titular.
Após assumir a titularidade do Sunderland, se tornou um dos principais goleiros atuando na Inglaterra.

### Liverpool
O então goleiro titular Pepe Reina se transferiu por empréstimo ao Napoli e o Liverpool contratou Mignolet no dia 25 de junho de 2013, firmando um contrato de cinco temporadas.

## Seleção Belga

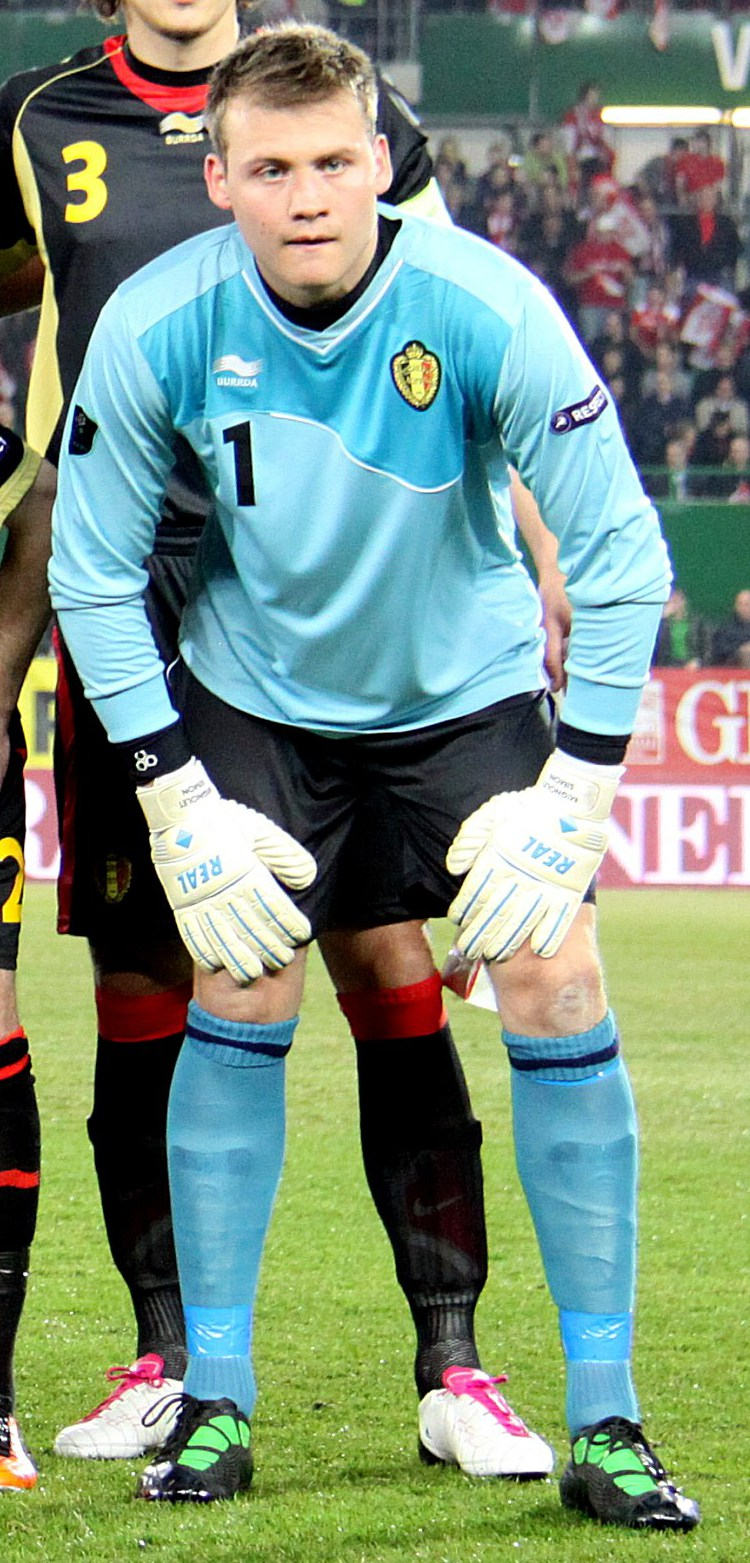
Mignolet na seleção belga

Estreou pela Seleção Belga principal no dia 25 de março de 2011, contra a Áustria, em partida válida pelas Qualificações para o Campeonato Europeu de 2012. Integrou o elenco belga na Copa do Mundo FIFA de 2014 e Copa do Mundo FIFA de 2018.

## Títulos
Liverpool
- Liga dos Campeões da UEFA: 2018–19

Club Brugge
- Campeonato Belga: 2019–20 e 2020–21